# Boy/Girl with Arms Akimbo
 (novembre 2019).
 (novembre 2019).
Boy With Arms Akimbo/Girl With Arms Akimbo (ou simplement Akimbo) est un groupe d'activistes culturels, queer et anonyme, formé à San Francisco à la fin des années 1980, en pleine épidémie du sida. 
Composé notamment de militants d'ACT UP, le collectif a mené, de 1989 à 1992, des campagnes d'affichage de rue et diverses interventions visuelles en musée ou galerie pour réhabiliter les représentations des sexualités queer, interroger les normes sexuelles et critiquer la censure dont étaient victimes certains artistes homosexuels comme Robert Mapplethorpe à cette période.

## Origine du nom
Akimbo, qui signifie « poings sur les hanches » en anglais, évoque une posture de protestation

## Contexte de création
En 1989, la Corcoran Gallery of Art de Washington doit accueillir une exposition rétrospective consacrée au photographe Robert Mapplethorpe, mort du sida quelques mois plus tôt. Mais sous la pression du sénateur conservateur Jesse Helms, l’exposition The Perfect Moment (en) est finalement annulée.
C'est cette annulation, considérée comme un acte manifeste de censure, qui motive la création du collectif Boy with Arms Akimbo durant l'été 1989 et lui inspire sa première action, Art Attack. Les membres d'Akimbo décident de photocopier des photos de Mappletorpe et d'aller les coller sur les murs du bâtiment du gouvernement fédéral à San Francisco, à la vue de tous, assorties d'un communiqué affirmant « That's not nasty, that's art » et « Advocates of homoerotism ». L'affichage a lieu dans la nuit du 12 août 1989.

## Démarche
Boy with Arms Akimbo se présentait sur ses affiches comme « une organisation ayant pour rôle de sensibiliser le public aux questions humanistes » (à entendre au sens de droits humains) et comme « une organisation entièrement anonyme et sans porte-parole »[réf. souhaitée]. 

## Productions connues
- Art Attack, affiches photocopiées et communiqué, 1989.
- Sex is. & Just sex, affiches photocopiées, 1989[2].
- Boy with Arms Akimbo. His story, fanzine, 1989[3].
- Safe/Unsafe, série de posters, 1990[4].

## Postérité
Pour l'autrice et galeriste Isabelle Alfonsi, l'anonymat du groupe a pu limiter la connaissance de ses actions a posteriori et expliquer son effacement progressif de l'histoire culturelle. Dans son ouvrage Pour une esthétique de l'émancipation, paru en 2019, l'autrice s'attache à montrer le rôle précurseur de Boy/Girl with Arms Akimbo dans l'émergence d'un « art queer ».